# 布克沙尼鄉 (登博維察縣)
44°52′N 25°39′E / 44.867°N 25.650°E
布克沙尼鄉（羅馬尼亞語：Comuna Bucșani, Dâmbovița），是羅馬尼亞的鄉份，位於該國南部，由登博維察縣負責管轄，面積58平方公里，海拔高度197米，2007年人口6,867，人口密度每平方公里118人。